# Ramon Cecchini
Ramon Cecchini (sinh ngày 30 tháng 8 năm 1990) là một cầu thủ bóng đá người Thụy Sĩ thi đấu cho SC Young Fellows Juventus.

## Sự nghiệp quốc tế
Cecchini là cầu thủ thi đấu quốc tế cho Thụy Sĩ.

## Danh hiệu
Vaduz
- Giải bóng đá hạng nhất quốc gia Thụy Sĩ (1): 2013–14
- Cúp bóng đá Liechtenstein (5): 2012–13, 2013–14, 2014–15, 2015–16, 2016-17